# Pneumoparotidite
Pneumoparotidite (também denominado pneumosialadenite ou tumefação parotídea) é uma causa rara de inchaço da glândula parótida que ocorre quando o ar é forçado através do ducto parótido (Stensen), resultando na inflação do ducto.

## Sinais e sintomas
O tamanho do inchaço é variável, mas é mole e pode ocorrer em um ou ambos os lados. Normalmente não é sensível, embora às vezes possa haver dor. Geralmente remite em minutos a horas; no entanto, ocasionalmente, isso pode levar dias. A condição pode ser transitória ou recorrente.

## Causas
A condição é causada pelo aumento da pressão do ar na boca.

## Diagnóstico e manejo
A pneumoparotidite é frequentemente diagnosticada e tratada incorretamente. O diagnóstico é baseado principalmente na história. A crepitação pode ser provocada pela palpação do edema da parótida, e massagear a glândula pode causar saliva espumosa ou bolhas de ar da papila parótida. Normalmente, não são necessárias investigações adicionais; no entanto, a sialografia, a ultrassonografia e a tomografia computadorizada podem mostrar ar na glândula parótida e no ducto.
O manejo consiste simplesmente em evitar a atividade que causa o aumento da pressão intraoral que está desencadeando essa condição rara.

## Prognóstico
A pneumoparotidite recorrente pode predispor a sialectasia, parotidite recorrente e enfisema subcutâneo da face e pescoço, mediastino e potencialmente pneumotórax.

## Epidemiologia
A condição é rara. É mais provável de ocorrer em pessoas que regularmente aumentam a pressão na boca, por exemplo, tocadores de instrumentos de sopro e enchedores de balões. Também foram relatados casos de inflação com pneus de bicicleta, assobios, assoar o nariz, tosse e manobra de valsalva para limpar os ouvidos. Pode ser um efeito iatrogênico de tratamento dentário, espirometria, e de ventilação de pressão positiva. Além desses fatores, a condição ocorre principalmente em adolescentes, muitas vezes autoinfligida devido a problemas psicológicos.